# 280-мм мортира образца 1939 года (Бр-5)
280-мм мортира образца 1939 года (Бр-5) — советская мортира большой мощности калибра 280 мм периода Второй мировой войны. Эта артиллерийская система была самым крупнокалиберным серийно производившимся советским артиллерийским орудием. Мортира отличалась оригинальной компоновкой — использовался гусеничный лафет, единый для ещё двух мощных артиллерийских систем. Несмотря на небольшое количество произведённых орудий и ряд недостатков, мортира приняла участие в Великой Отечественной войне, была модернизирована после её окончания и долгое время состояла на вооружении Советской армии.

## История создания

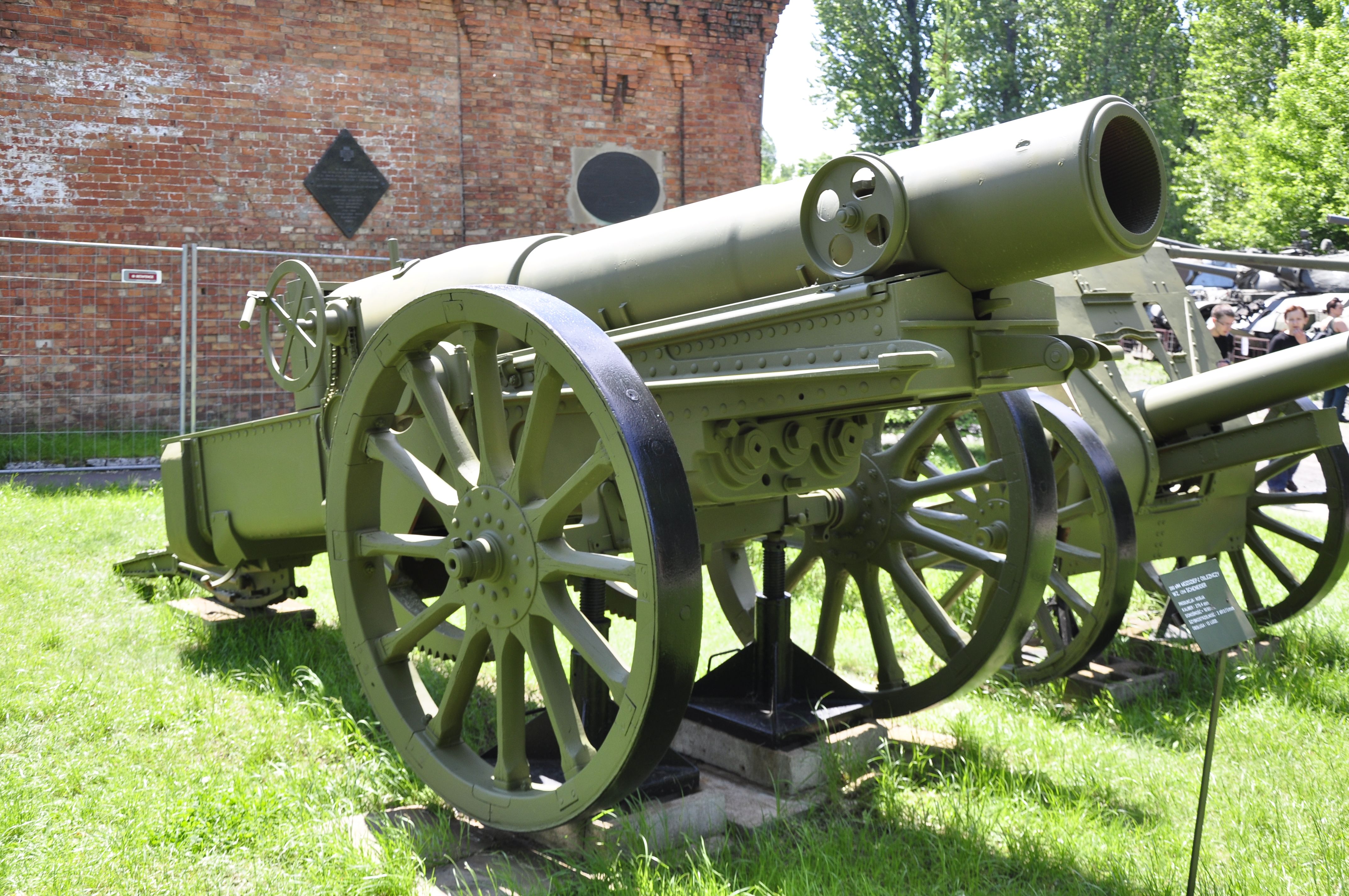
Ствол с противооткатным устройством 280 мм мортиры Шнейдера в варшавском форте

Советская артиллерия большой мощности унаследовала от Русской Императорской армии два образца особо мощных артсистем — 280-мм мортиру Шнейдера обр. 1914/15 гг. (25 орудий) и 305-мм гаубицу обр. 1915 г. (31 орудие). К середине 1930-х годов данные орудия устарели как морально, так и физически, кроме того, их количество оценивалось как недостаточное (в частности, с учётом мобилизационного запаса в 1941 году необходимо было иметь не менее 66 шт. 280-мм мортир). Возникла необходимость в создании и запуске в серийное производство новых образцов особо мощных орудий, в том числе и 280-мм мортир. Калибр новой артсистемы определялся стремлением использовать имеющиеся запасы боеприпасов. Поскольку в 1931 году была принята на вооружение 203-мм гаубица Б-4, а также велась разработка проекта 152-мм дальнобойной пушки, было решено создать триплекс — три различные артиллерийские системы, использующие одинаковый лафет, что значительно упрощало производство и эксплуатацию орудий. Как и в случае со 152-мм дальнобойной пушкой, созданием 280-мм мортиры занялись конкурирующие конструкторские бюро заводов «Большевик» и «Баррикады».
Проект мортиры завода «Большевик» получил индекс Б-33, руководство проектом осуществлял инженер Крупчатников. Ствол мортиры был изготовлен в 1935 году, на заводские испытания мортира была отправлена 1 февраля 1936 года. Особенностями конструкции орудия были скреплённый ствол из трубы, кожуха и казённика, а также поршневой затвор от мортиры Шнейдера. Ствол устанавливался на лафете гаубицы Б-4 без уравновешивающего механизма, поскольку он был уравновешен добавлением груза на казённик. На полигонные испытания мортира была отправлена 17 апреля 1936 года, в целом они завершились успешно и по их итогам было рекомендовано направить мортиру на войсковые испытания после устранения выявленных недостатков.
На заводе «Баррикады» проектом 280-мм мортиры, получившей индекс Бр-5, руководил И. И. Иванов. Заводские испытания мортира прошла в декабре 1936 года. Полигонные испытания мортиры начались в апреле 1937 года, согласно заключению комиссии Бр-5 испытания не выдержала. Тем не менее, в серийное производство была запущена именно Бр-5 под официальным названием 280-мм мортира обр. 1939 г., причём первый заказ на изготовление мортир был выдан ещё до окончания полигонных испытаний, в мае 1937 года. Причины выбора Бр-5 вместо Б-33 неизвестны, на испытаниях последняя показывала лучшие результаты, в частности бо́льшую кучность и более высокую скорострельность, а также была менее массивной по сравнению с первой. Историк А. Б. Широкорад полагает, что выбор носил волюнтаристский характер. Опытный образец Б-33 использовался в интересах программы Бр-5, а в марте 1939 года был передан на завод «Баррикады» для изучения.

## Производство
Первый заказ на 8 мортир Бр-5 был выдан заводу «Баррикады» в мае 1937 года. Позже, ввиду недоработанности системы, число заказанных на 1937 год орудий уменьшили до двух, однако ни в том, ни в последующем году изготовить их не удалось. Эти две опытные мортиры были поданы на полигон в июне 1939 года и отличались друг от друга способом заряжания. По результатам испытаний был выбран способ заряжания, аналогичный применённому в гаубице Б-4. Кроме этих двух опытных образцов, в 1939 году было изготовлено ещё 20 мортир, а в 1940 году — последние 25 орудий, на чём их серийное производство было прекращено.
1936 — 1*
1939 — 1* + 20
1940 — 25
*Опытные. Окончательно приняты в 1939 году.
На 1 января 1941 года в РККА числилось 47 мортир.

## Модернизации
Неудачная конструкция лафета орудий триплекса стала основанием для инициирования работ по разработке нового колёсного лафета, лишённого недостатков исходной гусеничной конструкции. В 1938 году Главное артиллерийское управление утвердило тактико-технические требования к новому колёсному лафету для дуплекса большой мощности (152-мм пушка Бр-2 и 203-мм гаубица Б-4), в 1940 году данный лафет предлагалось разработать и для Бр-5. Исполнителем задания стало КБ завода № 172 (Пермский завод) под руководством Ф. Ф. Петрова. Лафет получил индекс М-50, но работы по нему шли крайне медленно из-за большой загруженности КБ работами по другим системам. В итоге к началу войны всё ограничилось разработкой проекта, после чего все работы были прекращены.
В 1955 году Бр-5 (наряду с другими орудиями триплекса Б-4 и Бр-2) прошли капитальную модернизацию, для этих мортир был разработан новый колёсный лафет (главный конструктор проекта — Г. И. Сергеев). Перевозка орудия стала нераздельной, а её скорость существенно возросла — до 35 км/ч по шоссе. Модернизированная мортира получила индекс Бр-5М.

## Дальнейшие работы по 280-мм мортирам
В 1944 году в ЦАКБ под руководством В. Г. Грабина были начаты работы по созданию дуплекса из 180-мм пушки и 210-мм гаубицы на едином лафете, в 1945 году дуплекс превратился в триплекс — добавилась 280-мм мортира. В 1947 году в системе появилась ещё и 203-мм пушка-гаубица. Проект был завершён в 1953 году, в 1955 году завод «Баррикады» сдал семь 180-мм пушек С-23, одну 203-мм гаубицу С-33 и одну 280-мм мортиру С-43. На этом работы над системой были прекращены, а изготовленные орудия были отправлены в Московский военный округ. В 1970-х годах производство С-23 было восстановлено.
В 1954—1955 годах в ЦНИИ-58 был разработан проект триплекса на самоходном лафете, включавшего в себя 210-мм пушку С-110А, 280-мм пушку-гаубицу С-111А и 305-мм гаубицу. Детальная информация о судьбе этого проекта отсутствует.

## Описание конструкции

### Ствол
Ствол мортиры скреплённый, двухслойный, состоит из трубы, кожуха и казённика. Труба состоит из нарезной части и каморы, в ствольной части труба имеет утолщение для уравновешивания ствола. Нарезная часть имеет 88 нарезов постоянной крутизны, ширина нарезов 6,97 мм, ширина поля 3 мм, глубина нарезов 3,4 мм. Камора состоит из двух конических и одной цилиндрической частей. Длина каморы 521,4 мм, объём каморы 18,159 дм³ (при бетонобойном снаряде). Кожух надет на трубу в горячем состоянии с натягом до 0,4 мм в замок, что исключает смещение трубы относительно кожуха. Казённик представляет собой стальную поковку, навинченную на конец кожуха, устройство казённика в целом аналогично таковому гаубицы Б-4. Затвор поршневой, типа Шнейдера, запирается в два такта, аналогичен по конструкции затвору гаубицы Б-4, но больше по габаритам.

### Противооткатные устройства
Противооткатные устройства воздушно-гидравлические. Цилиндры тормоза отката и накатника установлены в муфтах, закреплённых гужонами на люльке. Люлька цапфами лежит в цапфенных гнёздах верхнего станка и своим сектором связана подвижно с шестернёй главного вала. Тормоз отката гидравлический, содержит 41 л веретённого масла. Накатник гидропневматический, содержит 63 л веретённого масла, давление воздуха — 40 атм. Откат при углах возвышения от 0 до 30° длинный (1300—1410 мм), при углах возвышения от 30 до 42° переменный (850—1410 мм), при углах возвышения от 42 до 60° короткий (850—880 мм). Противооткатные устройства при откате неподвижны. В отличие от лафета гаубицы Б-4 и пушки Бр-2, тормоз отката лафета гаубицы Бр-5 имеет шпонки переменного сечения, что делало возможным перестановку стволов разных орудий на один и тот же лафет только в заводских условиях (необходима замена тормоза отката).

### Лафет
Лафет гусеничный, состоит из верхнего станка, нижнего станка и ходовой части. Верхний станок представляет собой клёпаную конструкцию, опирающуюся тремя роликами на опорную поверхность нижнего станка и перемещающуюся при помощи поворотного механизма на боевом штыре в горизонтальной плоскости. Нижний станок в лобовой части скреплён с боевой осью круглого сечения, концы которой подвижно соединены с гусеничным ходом. Хоботовая часть нижнего станка имеет два сошника — постоянный для твёрдого грунта и откидной для мягкого грунта. Нижний станок Бр-5 по сравнению с ранним станком гаубицы Б-4 дополнительно усилен приклёпанными боковинами и утолщением верхнего листа.
Ходовая часть включает в себя гусеничный ход, тормозное устройство, подрессоривание, лебёдку для разворота гаубицы.

### Механизмы наведения и прицельные приспособления
Подъёмный и поворотный механизмы секторного типа. Имеется специальный механизм приведения на заряжание, обеспечивающий быстрое приведение ствола в горизонтальное положение. Прицельное приспособление состоит из прицела, панорамы и привода прицела с кронштейном.

### Приспособление для заряжания
Приспособление для заряжания состоит из крана с лебёдкой, кокора, механизма стопорения вала приведения к углу заряжания, стеллажа с брезентом и снарядной тележки. Заряжание орудия происходило следующим образом: снаряды достаются из погребка и укладываются на деревянный помост. Снаряд, подготовленный для перевозки к мортире, устанавливается вертикально. Далее боец из расчёта подкатывает снарядную тележку к снаряду и охватывает снаряд при помощи захватов. Затем снаряд укладывается на тележку и закрепляется на ней, после чего подвозится на тележке к стеллажу и ставится на брезент. Стеллаж устанавливается у лафета под краном, кокор опускается в гнездо стеллажа и очередной снаряд, лежащий в стеллаже, укладывается в кокор. Мортира приводится к углу заряжания, после чего вал механизма приведения к заряжанию стопорится. Кокор навешивается на два крюка, находящихся на казённой части ствола орудия. После навешивания кокора трос несколько ослабляется, при этом лапы рычагов кокора освобождают снаряд, который досылается в канал ствола усилиями четырёх бойцов.

### Передок и орудийная повозка
Возка орудия на большие расстояния осуществляется раздельно (ствол отдельно от лафета). На небольшие расстояния (до 5 км) допускается нераздельная возка орудия с оттянутым стволом при скорости не более 5—8 км/ч. Для транспортировки механической тягой орудие имело передок весом 1300 кг со сцепным устройством. При раздельной возке, ствол перевозился на подрессоренной орудийной колёсной повозке Бр-10 (вес повозки со стволом 11 300 кг, без ствола 5400 кг) со скоростью до 25 км/ч. Переход орудия из боевого положения в походное при раздельной возке занимал от 45 минут до 2 часов, в зависимости от времени года и типа грунта. Буксировалось орудие гусеничными тягачами «Ворошиловец», ствольные повозки — менее мощными гусеничными тягачами «Коминтерн».

## Организационно-штатная структура
Мортиры Бр-5 входили в состав отдельных артиллерийских дивизионов особой мощности, по шесть мортир в каждом. В каждом дивизионе было три батареи, по две мортиры в каждой. Всего в 1941—1945 годах было 8 таких дивизионов с мортирами Бр-5 и Шнейдера:
- 32-й отдельный артиллерийский Берлинский орденов Суворова и Кутузова дивизион особой мощности РГК
- 34-й отдельный артиллерийский Берлинский Краснознамённый ордена Кутузова дивизион особой мощности РГК
- 40-й отдельный артиллерийский ордена Александра Невского дивизион особой мощности РГК
- 226-й отдельный артиллерийский ордена Александра Невского дивизион особой мощности РГК
- 245-й отдельный артиллерийский Гумбинненский орденов Кутузова и Александра Невского дивизион особой мощности РГК
- 315-й отдельный артиллерийский Перекопский Краснознамённый орденов Кутузова и Александра Невского дивизион особой мощности РГК
- 316-й отдельный артиллерийский дивизион особой мощности
- 317-й отдельный артиллерийский Севастопольский Краснознамённый орденов Суворова и Кутузова дивизион особой мощности РГК

## Служба и боевое применение

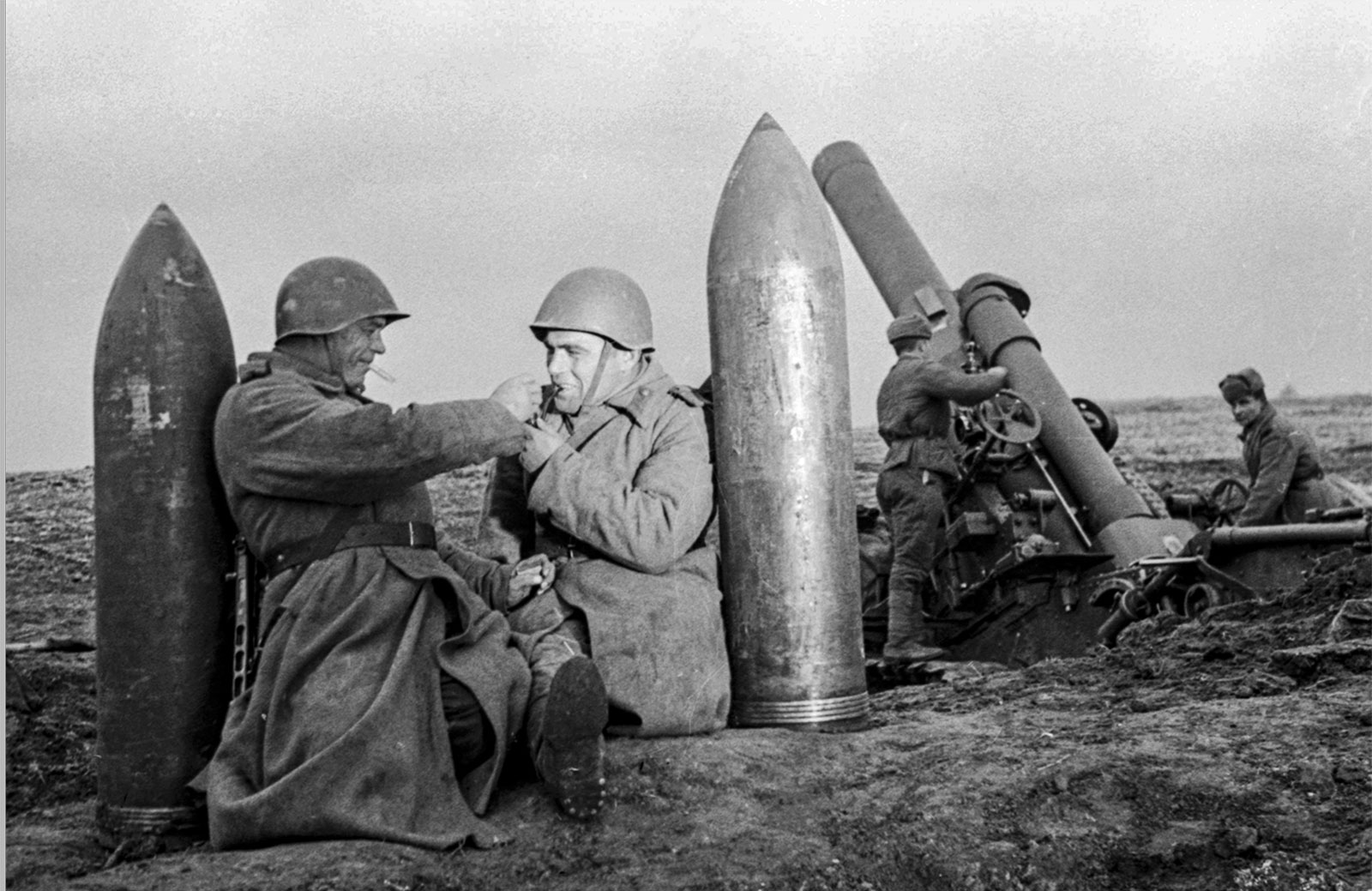
Артиллеристы расчёта 280-мм мортиры образца 1939 года отдыхают у снарядов

Мортиры Бр-5 были предназначены для:
- разрушения особо прочных бетонных, железобетонных и броневых сооружений;
- борьбы с крупнокалиберной или укрытой прочными сооружениями артиллерией противника.

Мортиры Бр-5 приняли участие в советско-финской войне, четыре таких мортиры с ноября 1939 года входили в состав 40-го отдельного артиллерийского дивизиона большой мощности. Мортиры приняли участие в прорыве линии Маннергейма, разрушая финские ДОТы. Всего в ходе этой войны мортирами Бр-5 было выпущено 414 снарядов.
На 1 января 1941 года на балансе ГАУ КА состояло 47 мортир Бр-5.
О применении Бр-5 в ходе Великой Отечественной войны информации мало. Известно об использовании орудий этого типа в составе 32-го отдельного артиллерийского дивизиона особой мощности в марте 1945 года при штурме Нойштадта (часть Кюстрина), а также при штурме Кёнигсберга. В мемуарах начальника штаба артиллерии 1-го Белорусского фронта Надысева Г. С. есть упоминание о применении 280-мм гаубиц при штурме Познани, вероятно имелись в виду Бр-5. По информации военного историка А. В. Исаева, расход снарядов 280-мм мортир в 1942 и 1943 годах не фиксировался, в 1944 году было израсходовано 3322 снаряда, в 1945 году — 7363 снаряда. Перед войной в наличии имелось около 7000 единиц снарядов для 280-мм мортир (или 97 на орудие), что оценивалось как недостаточное количество. В 1941 году было потеряно девять 280-мм мортир.
В 1950-х годах мортиры Бр-5 были модернизированы и находились на вооружении как минимум до 1970-х годов.

## Боеприпасы и баллистика
Мортира Бр-5 имела картузное заряжание. Шкала зарядов индивидуальна для каждого из используемых снарядов. К снаряду Г-675 использовались полный переменный заряд З-675Б (5 зарядов) и уменьшенный переменный З-675БУ (6 зарядов), к снаряду Ф-674К — полный переменный заряд З-675 (2 заряда) и уменьшенный переменный заряд З-675У (3 заряда), к снаряду Ф-674 — полный переменный заряд З-675А (3 заряда), к снаряду Ф-674Ф — полный переменный заряд З-675Ф (4 заряда). Ассортимент снарядов включал в себя три типа фугасных снарядов и один тип бетонобойных снарядов. Фугасные снаряды в советское время не производились, использовались запасы снарядов от 280-мм мортир Шнейдера, созданные до революции. Бетонобойный снаряд использовался с 1942 года.
Стрельба из мортиры при углах возвышения менее 15° ввиду слабой устойчивости системы на малых углах возвышения допускалась только в исключительных случаях.
| Номенклатура боеприпасов                                                                                |                |                 |            |                         |                        |
| Тип | Индекс снаряда | Вес снаряда, кг | Вес ВВ, кг | Начальная скорость, м/с | Дальность табличная, м |
| Бетонобойные снаряды                                                                                    |                |                 |            |                         |                        |
| Бетонобойный со взрывателем КТД                                                                         | Г-675          | 246             | 44,8       | 356                     | 10 410                 |
| Фугасные снаряды                                                                                        |                |                 |            |                         |                        |
| Фугасная старая стальная граната русского образца длиной в 3,25 калибра со взрывателем 5ДТ-2            | Ф-674К         | 200,7           | 33,6       | 420                     | 10 950                 |
| Фугасная старая стальная граната русского образца длиной в 4,5 калибра со взрывателем 5ДТ-2             | Ф-674          | 286,7           | 58,7       | 290                     | 7350                   |
| Фугасная старая сталистого чугуна граната французского образца длиной в 4,5 калибра со взрывателем ГВМЗ | Ф-674Ф         | 204             | 45         | 360                     | 9350                   |

## Оценка проекта
Среди советских артиллерийских систем Бр-5 занимает особое место, являясь самым крупнокалиберным из разработанных в СССР и серийно производившихся орудий. Большинство преимуществ и недостатков орудия связаны с его лафетом, общим для всех орудий «триплекса большой мощности». С одной стороны, использование гусеничного лафета обеспечило в теории возможность достаточно быстрой смены огневой позиции и значительно уменьшило время перехода из походного положения в боевое по сравнению с полустационарными орудиями типа 280-мм мортиры Шнейдера. С другой стороны, конструкция лафета оказалась неудачной — орудие в сборе с трудом перемещалось самыми мощными тягачами, в условиях же плохой проходимости (распутица, гололёд) данная система фактически теряла подвижность. Возможности манёвра огнём были сильно ограничены углом горизонтальной наводки (ГН) всего лишь в 8°. Для поворота пушки силами расчёта за пределы угла ГН требовалось не менее 25 минут. Проведённая в послевоенные годы замена лафета позволила избавиться от перечисленных проблем.

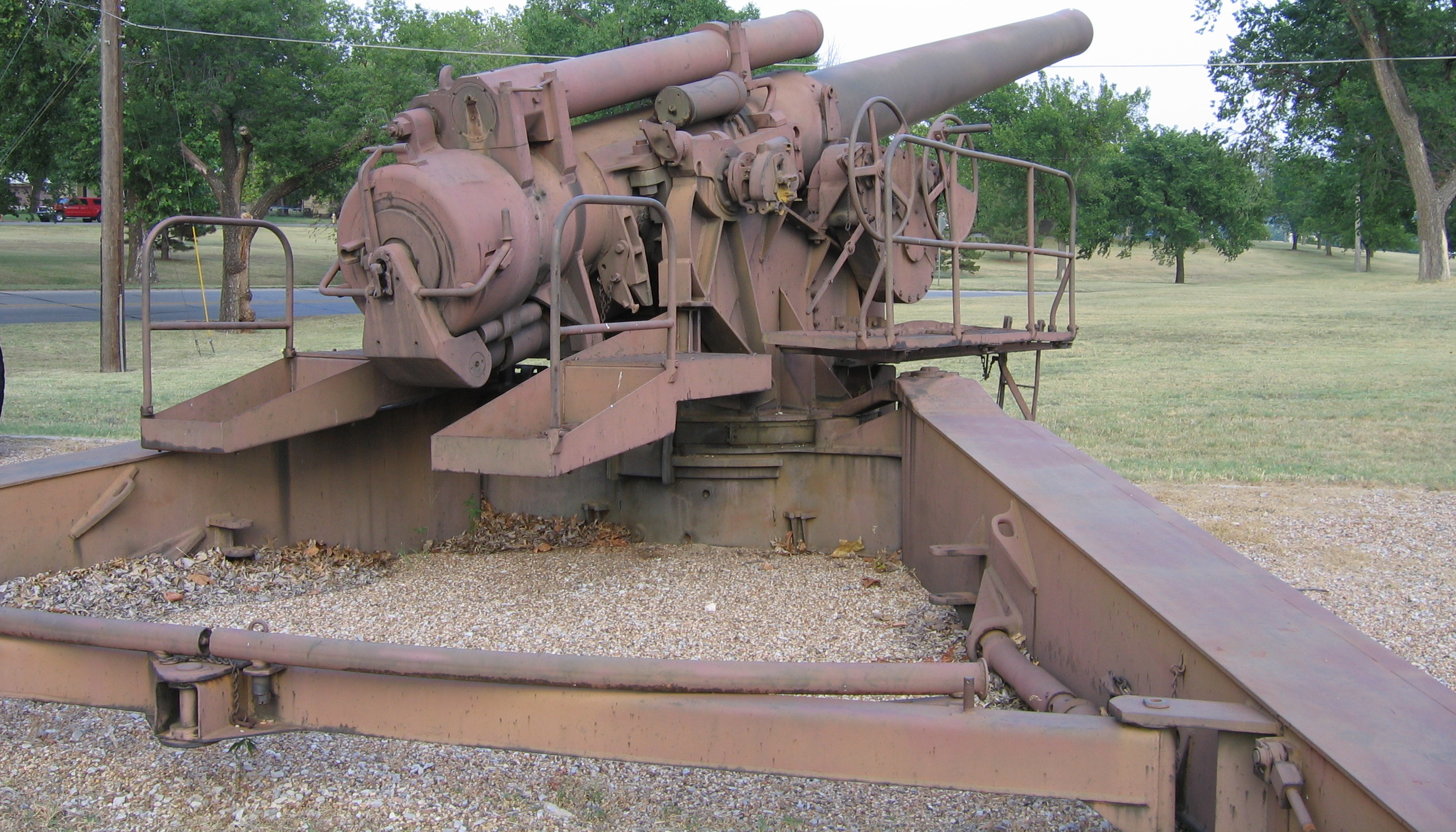
240-мм гаубица M1 Black dragon.

Сравнение с иностранными орудиями затруднено отсутствием полных аналогов. Кроме Красной армии, орудия калибра 280 мм стояли на вооружении только германских вооружённых сил, но и там орудия такого калибра были представлены либо железнодорожными пушками, либо старыми, времён Первой мировой войны, полустационарными гаубицами 28 cm HL/12. Последние при одинаковой максимальной дальности стрельбы существенно уступали Бр-5 в подвижности. Также в немецкой армии использовались трофейные чехословацкие мортиры 30,5 cm Mrs.(t) и гаубицы 24 cm H.39/40, оба орудия представляли собой полустационарные системы, требовавшие для установки рытья котлована и перевозившиеся на трёх повозках. Французские тяжёлые мортиры были представлены всё теми же 280-мм мортирами Шнейдера. Крупнейшими британскими осадными орудиями были 234-мм гаубица, также полустационарной конструкции, вес снаряда которой (131,5 кг) был несопоставим с весом снаряда Бр-5, и 305-мм гаубица Виккерса (12-дюймовая гаубица), представляющая собой увеличенный вариант предыдущей; сами англичане считали эти орудия, запущенные в производство в 1914 году, безнадёжно устаревшими. В США в 1942 году была принята на вооружение гаубица 240-мм гаубица M1 Black Dragon («Чёрный дракон»); это орудие, превосходя более чем вдвое Бр-5 в максимальной дальности стрельбы (23 км), столь же существенно уступало по массе снаряда (163 кг). Как и советская мортира, «Чёрный дракон» перемещался в разобранном виде на двух повозках, но его лафет с раздвижными станинами позволял обстреливать цели в существенно большем секторе (45° против 8° у Бр-5). 

## Сохранившиеся экземпляры
Орудие Бр-5 на гусеничном лафете находится в экспозиции Музея артиллерии и инженерных войск в Санкт-Петербурге.